# Persia
|  | Aquest article tracta sobre la municipalitat d'Iowa (Estats Units). Vegeu-ne altres significats a «Pèrsia». |

Persia és una població dels Estats Units a l'estat d'Iowa. Segons el cens del 2000 tenia 363 habitants.

## Demografia
Segons el cens del 2000, Persia tenia 363 habitants, 141 habitatges, i 104 famílies. La densitat de població era de 304,7 habitants/km².
Dels 141 habitatges en un 31,9% hi vivien nens de menys de 18 anys, en un 61% hi vivien parelles casades, en un 6,4% dones solteres, i en un 26,2% no eren unitats familiars. En el 23,4% dels habitatges hi vivien persones soles el 15,6% de les quals corresponia a persones de 65 anys o més que vivien soles. El nombre mitjà de persones vivint en cada habitatge era de 2,57 i el nombre mitjà de persones que vivien en cada família era de 2,97.
Per edats la població es repartia de la següent manera: un 26,2% tenia menys de 18 anys, un 8,8% entre 18 i 24, un 27,5% entre 25 i 44, un 19,6% de 45 a 60 i un 17,9% 65 anys o més.
L'edat mediana era de 36 anys. Per cada 100 dones de 18 o més anys hi havia 91,4 homes.
La renda mediana per habitatge era de 36.563 $ i la renda mediana per família de 40.000 $. Els homes tenien una renda mediana de 26.000 $ mentre que les dones 22.500 $. La renda per capita de la població era de 14.859 $. Entorn del 8,3% de les famílies i el 10% de la població estaven per davall del llindar de pobresa.

## Poblacions més properes
El següent diagrama mostra les poblacions més properes.